# Artabotrys libericus
Artabotrys libericus är en kirimojaväxtart som beskrevs av Friedrich Ludwig Diels. Artabotrys libericus ingår i släktet Artabotrys och familjen kirimojaväxter. Inga underarter finns listade i Catalogue of Life.